# Ferdinand Franz Wallraf
Ferdinand Franz Wallraf (né le 20 juillet 1748 à Cologne et mort le 18 mars 1824, également à Cologne) est un botaniste, mathématicien, théologien, prêtre et important  collectionneur d'art allemand.

## Biographie
Ferdinand Franz Wallraf, fils d'un tailleur colonais, étudie au Gymnasium Montanum (de) et à la faculté des arts, et il termine ses études secondaires avec un Magister Artium en 1767. En 1763, il entre dans les ordres mineurs. Il devient enseignant et, en décembre 1772, il est ordonné prêtre à Cologne. Il entreprend ensuite des études de médecine et obtient le titre de « magister » en 1780. En 1784, il est nommé professeur à l'ancienne université de Cologne et chanoine de l'église Sainte-Marie-du-Capitole.
En 1788, il soutient une thèse de doctorat en médecine, ensuite une thèse en philosophie. Il est, entre fin 1793 à 1796, recteur de l'université et, à partir de 1795, également chanoine à la basilique des Saints-Apôtres de Cologne.
En 1798, l'université est dissoute par les forces d'occupation françaises et en 1799, Wallraf devient enseignant à l'« École centrale », institution qui prend la suite de l'université, où il est professeur de lettres et arts.
Dans les années suivantes, Wallraf tente de sauver tous les objets d'arts qui devenaient disponibles à la suite de la sécularisation et aussi de la destruction d'églises. Wallraf collectionne avec obsession tout ce qui pouvait avoir un rapport avec l’histoire de Cologne. Sa collection contient des pièces archéologiques romaines, les peintures médiévales les plus variées, œuvres d'art religieux, manuscrits et incunables, pièces de monnaie, fossiles et aussi des armes et sculptures historiques. Les frères Boisserée également, mais avec discernement, constituent une collection qui dépasse le bassin colonais.
En 1809 Ferdinand Franz Wallraf est chargé de la conception d'un nouveau cimetière, le Melaten-Friedhof, qu'il conçoit sur le modèle du cimetière du Père-Lachaise. Ferdinand Franz Wallraf meurt le 18 mars 1824 et est enterré au Melaten-Friedhof.

## Collections
Ferdinand Franz Wallraf a fait don de sa volumineuse collection d'objets d'art à la ville de Cologne. Les collections sont d'abord exposées, de 1827 à 1860, dans un immeuble appelé « Wallrafianum ». Ce musée donne ensuite naissance à d'autres musées qui  se répartissent les collections. La plus grande partie se trouve au Wallraf-Richartz Museum. Les manuscrits sont entreposés aux archives historiques de la ville de Cologne (de), dont l'immeuble s'est effondré en 2009 et qui est en cours de reconstruction (en 2016). La bibliothèque personnelle de Wallraf, avec environ 14 000 volumes, est entreposée à la  Bibliothèque universitaire et de la ville de Cologne.

## Honneurs
- En 1823, à l'occasion de son 75e anniversaire, il est décoré par le conseil municipal de Cologne d'une couronne de chêne. Plus tard, on le cite comme « Erzbürger », une distinction qui évolue ensuite vers le concept de citoyen d'honneur (Liste des citoyens d'honneurs de Cologne (de))[3].
- La place où se trouvait le bâtiment de la prévôté habitée par Wallraf a pris le nom de « Wallrafplatz » en 1830. Il existe par ailleurs une « Wallraf-Straße » à Bornheim, Kerpen et Neuss.
- Le bâtiment érigé pour abriter les collections de Wallraf est appelé depuis 1861 le « Wallraf-Richartz-Museum ».

## Monuments commémoratifs
- Une statue en bronze, créée par Wilhelm Albermann a été dévoilée en 1990  devant le musée des arts appliqués, ancien site du  Wallraf-Richartz-Museums.
- Pierre tombale de Ferdinand Franz Wallraf et Johann Heinrich Richartz, le donateur du Wallraf-Richartz-Museum, au Melaten-Friedhof.

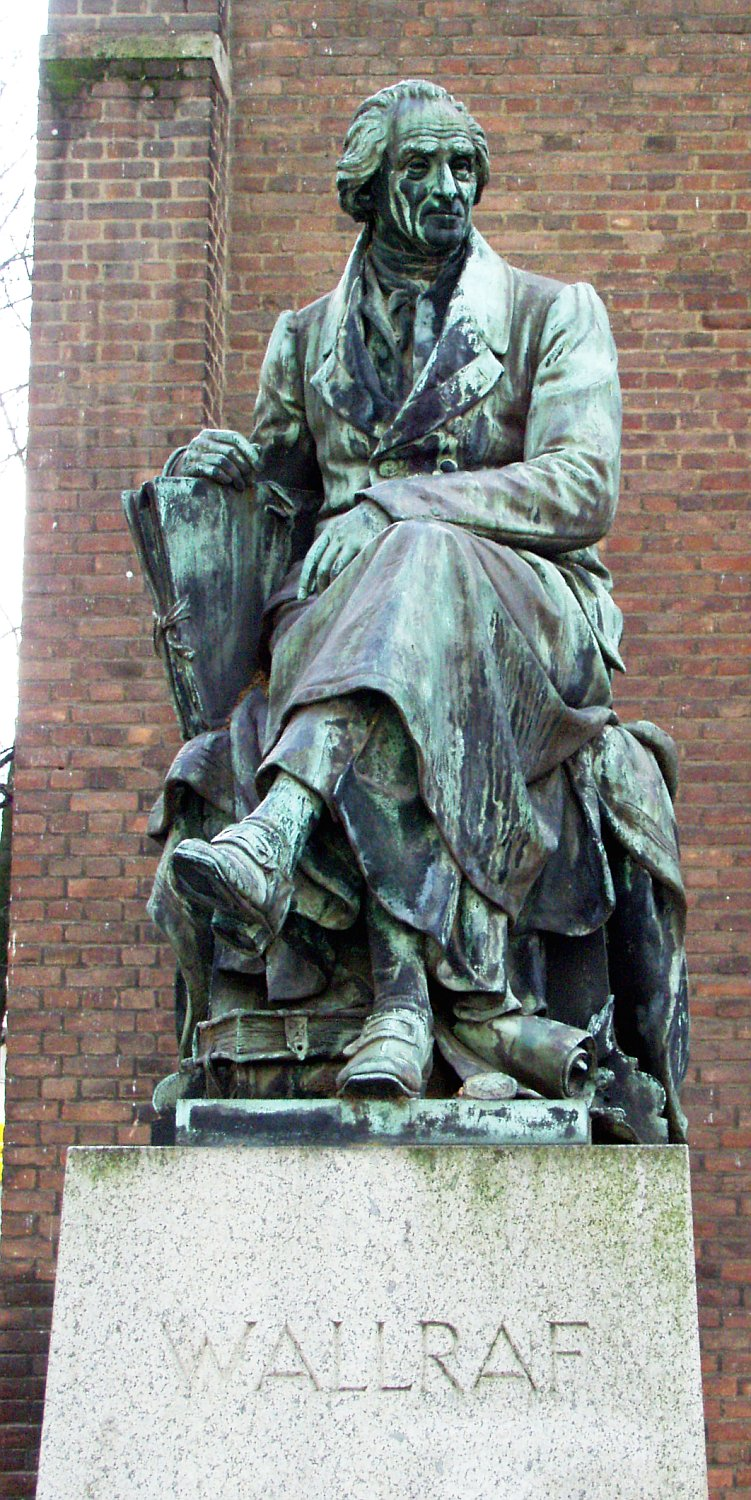
Statue en bronze de Ferdinand Franz Wallraf (Wilhelm Albermann, 1900)
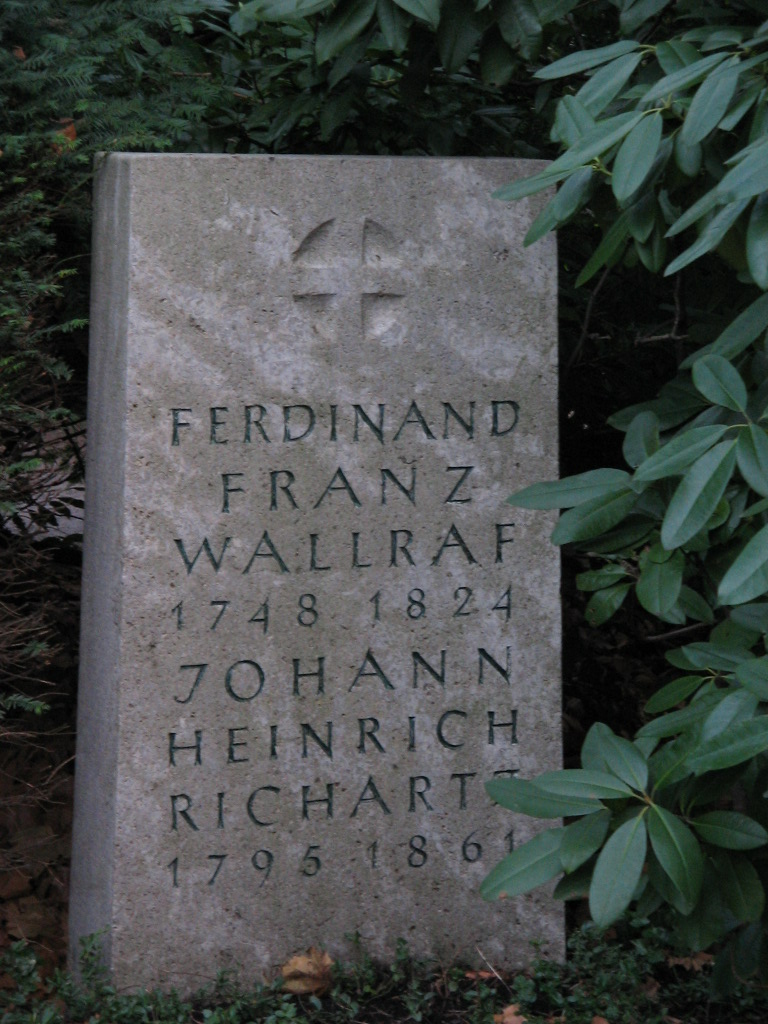
Pierre tombale de Ferdinand Franz Wallraf et Johann Heinrich Richartz.

## Articles liés
- École de Cologne
- Frères Boisserée
- Wallraf-Richartz-Museum